# 海灘男孩 (電視劇)
《海灘男孩》（日語：ビーチボーイズ）是日本富士電視台在1997年7月7日到9月22日黃金時段月九所播映的電視連續劇，總共12集，由反町隆史與竹野内豐主演。除了第一集和最終回分別延長至90分鐘以外，其餘放送時間為每週一晚間21:00至21:54。播出後大受歡迎，平均收視率高達23.7％，故同年12月27日電視台再播出《海灘男孩 精華篇》，並於隔年1月3日推出《海灘男孩 特別篇》。台灣的超級電視台、中視、國興衛視、JET日本台都曾播映過本劇。香港有線電視則在2001年8月3日在香港首播此劇。
本劇奠定了竹野内豐與稻森泉的人氣，躍升至第一線男女演員的地位，也是兩人繼木村拓哉主演的電視劇《長假》大熱門之後，再度共演的作品。

## 主要角色
- 櫻井廣海：反町隆史 （粵語配音：潘文柏）

隨性的樂觀主義者，表面上看起來浪蕩不拘，對凡事毫不在乎，其實有著心思纖細的一面。來到海邊民宿「Diamond Head」以前，是靠女友工作過活的男人，因此練就了不錯的料理手藝。在無所事事的外表下，實際身份竟是前游泳國手，卻因受傷不得不放棄最愛的游泳運動。
- 鈴木海都：竹野内豐 （粵語配音：陳欣）

在大企業上班，冷靜沈著的菁英份子，凡事要求合乎邏輯，有點頑固且好勝的性格。原本他是對一成不變的刻板生活感到茫然，以客人身份前往「Diamond Head」民宿度假，卻因緣際會地受到廣海與當地居民影響，決心辭去人人稱羨的工作重返海邊，展開在民宿打工的意外人生。
- 和泉真琴：廣末涼子 飾（粵語配音：張頌欣）

自稱是海邊民宿「Diamond Head」的看板美女，十足小大人的高中女生。由於雙親離異，感覺像被母親丟棄一般的與祖父（民宿老闆-和泉勝）一起生活，因此對母親有種十分複雜的感情。
- 和泉勝：麥克眞木 （粵語配音：張炳強）

海邊民宿『Diamond Head』的老闆，真琴的祖父。年輕時酷愛衝浪，自稱是「日本第一個衝浪的男人」。雖然嘴上老說著刻薄挑剔的話，其實擁有一顆赤子之心，對周遭的人都很關愛。
- 前田春子：稻森泉 （粵語配音：陳凱婷）

小酒館「渚」的老闆娘，與「Diamond Head」民宿的一家人是鄰居兼老朋友。年輕貌美的她個性開朗，卻總是獨來獨往，每天癡癡等著郵差送來「他」所寄的信。

## 其他角色
- 寺尾葉月：原沙知繪

患有心臟病，在「Diamond Head」附近別墅療養的年輕女孩。長年患病養成消極封閉的性格，卻在認識廣海一群人之後，逐漸的向外界打開心房。
- 山崎櫻：秋本祐希 （第1～4集、第6～7集、第12集）（粵語配音：程文意）

海都的女友。看上去是氣質高雅的都會千金，但家事與料理都難不倒她的賢慧女生。面對男友的突然離職，默默地給予支持守護。
- 原富士子：辻香緒里 （第1～2集、第5～6集）（粵語配音：劉惠雲）

廣海的前女友。爽朗乾脆、不拖泥帶水的性格，與前男友廣海保持著微妙的朋友關係。
- 内藤祐介 - 川岡大次郎（粵語配音：巫哲棋）
- 真下裕子 - 佐藤仁美
- 蓑田利夫 - 平賀雅臣
- 殿村公三 - 武野功雄
- 大崎部長 - 平泉成（第1～4集）
- 真琴的導師 - 久我美智子（第1集、第9～10集）
- 加油站店員 - 遠山俊也（第1集）
- 大崎部長的妻子 - 杏美麗香（第4集）
- 大崎俊介 - 崎本大海（第4集）
- 大崎祥吾 - 白根隆也（第4集）
- 清水 - 山本太郎（第5集）
- 亞希子 - 干潟智子（第6集）
- 瞳 - 淺倉涼子（第6集）
- 菊田美智恵 - 淺茅陽子（第7集）
- 信用金庫職員 - 畑野浩子（第7集）
- 穿夏威夷衫的顧客 - 春一番（第7集）
- 吉永一樹- 入江雅人（第9集）
- 吉永春樹 - 大高力也 （第9集）
- 和泉慶子（真琴的母親） - 田中好子（第10集、第12集）
- 高梨夏美 - 桐島伽戀（特別篇）
- 原田泉 - 篠原涼子（特別篇）
- 泉的父親 - 龍雷太（特別篇）
- 飛行機乘客 - 木村佳乃（特別篇，友情演出）
- 抽獎屋大叔 - 佐藤蛾次郎（特別篇）

## 拍攝地
此劇的場景，大部分是在房總半島拍攝，劇中的沙灘名為潮音海灘，現實中叫布良海岸。最近布良海岸的車站是館山站，但劇中常見的車站卻是九重站。劇中的民宿是為了拍攝而搭建，早已拆卸，不過有日劇迷在附近的千倉站近海處開了一家餐廳，無論名稱、外觀和內裏的裝潢都跟劇中的民宿一模一樣，是劇迷的朝聖地點。

## 播出日期・收視率
| 各集   | 播出日期      | 標題                  | 收視率 |
| ------ | ------------- | --------------------- | ------ |
| 第1集  | 1997年7月7日  | 奇怪的人              | 25.1%  |
| 第2集  | 1997年7月14日 | 我想留下來            | 22.8%  |
| 第3集  | 1997年7月21日 | 他留下的遺失物        | 26.5%  |
| 第4集  | 1997年7月28日 | 一個溫柔的地方        | 24.3%  |
| 第5集  | 1997年8月4日  | 對手                  | 22.8%  |
| 第6集  | 1997年8月11日 | 從煙花開始            | 21.9%  |
| 第7集  | 1997年8月18日 | 大海給予的勇氣        | 24.1%  |
| 第8集  | 1997年8月25日 | 和他們一起的夏天      | 24.7%  |
| 第9集  | 1997年9月1日  | 我想告訴你            | 23.5%  |
| 第10集 | 1997年9月8日  | 他們的夏天終結時      | 23.5%  |
| 第11集 | 1997年9月15日 | 大海的思念 永遠的離別 | 22.7%  |
| 最終回 | 1997年9月22日 | 再見 夏日             | 22.5%  |
| 特別篇 | 1998年1月3日  |                       | 21.7%  |

※不包含特別篇的平均收視率：23.7%（以日本關東地方為調查區域）

## 製作團隊
- 劇本 - 岡田惠和
- 音樂 - 武部聰志
- 選角製片 - 東海林秀文
- 製作 - 龜山千廣、高井一郎
- 導演 - 石坂理江子、澤田鎌作、木村達昭
- 助理製作 - 谷古浩子、榊原妙子、鹿内植
- 助理導演 - 安見悟朗、樹下直美、杉浦祐樹、大木綾子、鹿濱勉
- 製作單位 - 富士電視台第一製作部
- 著作版權 - 富士電視台

## 主題曲‧插曲‧其他配樂
- 主題曲 - 反町隆史 with Richie Sambora 「Forever」
- 挿曲 - 山口由子 「Sing a love song for me」
- 其他配樂 - Richie Sambora 「HARD TIMES COME EASY」
- 完結篇配樂 - The Beautiful South「I'll Sail This Ship Alone」

## 得獎記錄
- 第14回日劇學院賞 1997-09-24 最佳女配角：廣末涼子
- 第14回日劇學院賞 1997-09-24 最佳編劇：岡田惠和
- 第14回日劇學院賞 1997-09-24 最佳卡司
- 第14回日劇學院賞 1997-09-24 最佳攝影
- 第1回日劇大賞（ドラマグランプリ） 1998-04-04 最佳女配角：稻森泉

## 外部連結
- 富士電視台『海灘男孩』官方網頁
- Cafe Daiamond Head 官方網頁 （页面存档备份，存于）
- 在Netflix上觀看《海灘男孩》
- 互联网电影数据库（IMDb）上《海灘男孩》的资料（英文）

## 作品的變遷
| 富士電視台 週一9時                    | 富士電視台 週一9時                  | 富士電視台 週一9時 |
| ------------------------------------- | ----------------------------------- | ------------------ |
|                                       | 海灘男孩 （1997.7.7 - 1997.9.22）   |                    |
| 一個屋簷下2 （1997.4.14 - 1997.6.30） | 戀愛世紀 （1997.10.13 - 1997.12.22) |                    |